# 航法援助装置 JMRM-A2
航法援助装置 JMRM-A2（こうほうえんじょそうち ジェイエムアールエムエーツー）は、陸上自衛隊の装備。友軍航空機の飛行に対する航法支援を行う移動式NDB。

## 諸元
- 全高：約2,000mm（本体）、約12,000mm（アンテナ展開時）
- 全幅：約2,000mm（本体）、約60,000mm（アンテナ展開時）
- 全長：約2,000mm
- 重量：約2,000kg

## 構成
- 送信機
- 空中線整合器
- 送信空中線
- シェルタ
- 電源装置
- 対空無線機

## 特徴
73式中型トラックに搭載され、展開、収納、移動までが迅速に行える。装置前部に伸縮式マストがあり、アンテナ展開時はマストを直上へ伸ばし、ワイヤーを設置し転倒防止措置を行う。

## 製作
国際電気